# 弗雷德里克·克雷瑟
弗雷德里克·克雷瑟（英語：Frederick Cresser，1872年3月—？），美国男子赛艇运动员。他曾代表美国参加1904年夏季奥林匹克运动会赛艇比赛，获得男子八人单桨有舵手金牌。